# Papuana
Genre
Synonymes
- Clysterius Endrödi, 1963[1]

Papuana est un genre d'insectes coléoptères de la famille des Scarabaeidae, originaire de la région Indo-Pacifique, qui comprend une vingtaine d'espèces.
Plusieurs de ces espèces sont des ravageurs des cultures de taro (Colocasia esculenta).

## Liste d'espèces
Selon BioLib (14 janvier 2022) :
- Papuana angusta Arrow, 1914
- Papuana armicollis (Fairmaire, 1879)
- Papuana biroi Endrödi, 1969
- Papuana cheesmanae Arrow, 1941
- Papuana cognata Endrödi, 1969
- Papuana coronata Endrödi, 1971
- Papuana fascicula Voirin, 1997
- Papuana fortepunctata Heller, 1913
- Papuana hardyi Endrödi, 1971
- Papuana huebneri (Fairmaire, 1879)
- Papuana inermis Prell, 1941
- Papuana japenensis Arrow, 1941
- Papuana lansbergei (Schaufuss, 1887)
- Papuana matsumotoi Yamaya, 2009
- Papuana miyakei Yamaya, 2006
- Papuana oryctoides Dechambre, 2005
- Papuana philippinica Arrow, 1937
- Papuana sedlaceki Endrödi, 1971
- Papuana splendens Prell, 1912
- Papuana sumbana Y. Miyake & Yamaya, 1998
- Papuana sumbawana Y. Miyake & Yamaya, 1998
- Papuana szentivanyi Endrödi, 1971
- Papuana tibialis Arrow, 1941
- Papuana timorensis Y. Miyake & Yamaya, 1998
- Papuana trinodosa Prell, 1912
- Papuana uniformis (Prell, 1934)
- Papuana uninodis Prell, 1912
- Papuana woodlarkiana (Montrouzier, 1855)